# Val Alpisella

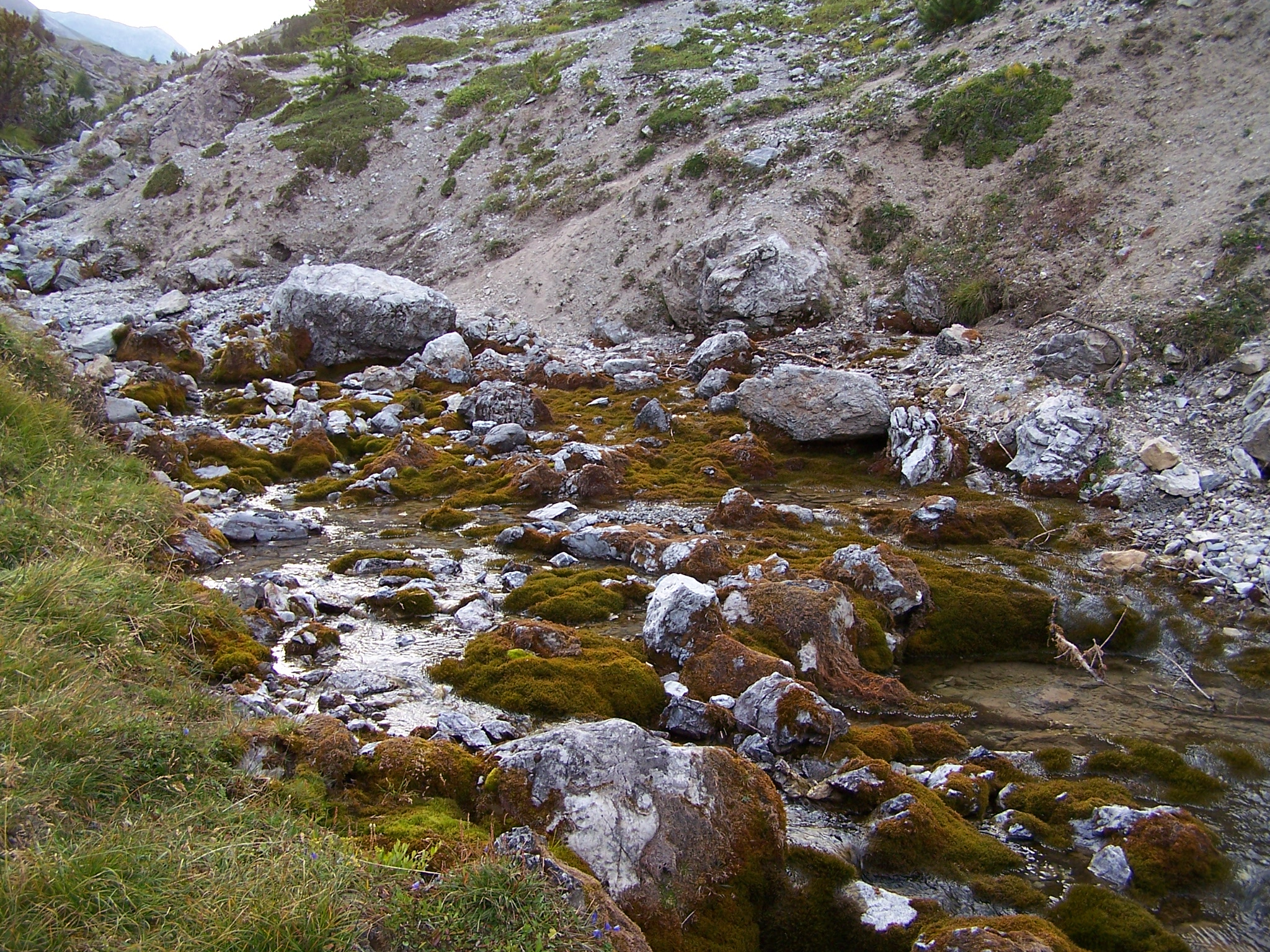
Le sorgenti dell'Adda

La Val Alpisella è una piccola valle alpina a nord della Valtellina in Lombardia, da dove nasce il fiume Adda. Comunica con la valle di Fraele, dove sorgono le dighe di Cancano, e la valle di Livigno con l'omonimo passo di Alpisella a quota 2285 m.s.l.m.. Oltre il passo in direzione Livigno scorre il torrente Vallaccia, che fa quindi parte del bacino dello Spöl. La cima più alta che delimita il bacino idrografico è il Pizzo del Ferro che raggiunge i 3.031 metri di quota.